# De capienda ex inimicis utilitate
Il De capienda ex inimicis utilitate (Πῶς ἄν τις ὑπ᾿ ἐχθρῶν ὠφελοῖτο) è un saggio morale di Plutarco, compreso nei suoi Moralia.

## Struttura e analisi
L'operetta è stata scritta qualche tempo dopo il saggio intitolato Precetti politici, che a sua volta deve essere collocato dopo la morte di Domiziano (96 d.C.).
Il saggio su come profittare anche dei propri nemici in modo proficuo era un discorso estemporaneo che in seguito fu ridotto alla scrittura. Conserva ancora, tuttavia, alcuni dei segni del suo carattere estemporaneo in un occasionale asindeto o in anacoluto, in poche ripetizioni e in piccoli errori come l'inversione delle posizioni di Domizio e Scauro. 
Tuttavia, questioni minori di questo tipo non possono oscurare l'eccellenza del saggio nel suo complesso, che contiene molti buoni consigli, molte verità salutari e molto buon senso. Per citare solo un esempio, l'affermazione che molte cose che sono necessarie in tempo di guerra, ma cattive in altre condizioni, acquisiscono la sanzione della consuetudine e della legge, e non possono essere facilmente abolite, anche se le persone vengono ferite da esse impressionò così tanto i cristiani che l'operetta fu tradotta in siriaco nel sesto o settimo secolo. 